# Schüler (Familienname)
Schüler ist ein Familienname, der vor allem im deutschsprachigen Raum vorkommt. Eine andere Form ist Schueler.

## Namensträger

### A
- Adam Christoph Schüler (1640 – nach 1693), deutscher Schauspieler
- Alexander Schüler (* 1955), deutscher Regisseur, Filmproduzent und Unternehmer
- Alfred Schüler (1858–1938), deutscher Maler
- Alfred Schüler (Theologe) (1897–1980), deutscher katholischer Theologe
- Andreas Schüler (* 1967), deutscher Wirtschaftswissenschaftler

### B
- Bernhard Schüler (* 1979), deutscher Jazzmusiker, Mitglied von Triosence
- Bruno Schüler (1901–1956), deutscher Manager, Verwaltungsbeamter und Politiker (NSDAP)

### C
- Carl Schüler (Schauspieler) (Carl Philipp Augustin Schüler; 1775–1809), deutscher Schauspieler
- Carl Schüler (Schriftsteller) (auch Karl Schüler; 1867–1939), deutscher Schriftsteller
- Carl Schueler (Leichtathlet) (* 1956), US-amerikanischer Geher
- Christian Schüler (1798–1874), deutscher Jurist und Politiker, Mitglied der Frankfurter Nationalversammlung

### D
- Daniel Schüler (* 1990), deutscher Fernsehmoderator und Journalist
- David Schüler (* 1963), deutscher Volleyballspieler
- Dieter Schüler (1941–2024), deutscher Fußballspieler

### E
- Edmund Schüler (1873–1952), deutscher Jurist und Diplomat
- Else Lasker-Schüler (1869–1945), deutsche Lyrikerin
- Emil Schüler (1811–1881), deutscher Richter
- Erich Schüler (Politiker, 1905) (1905–1987), deutscher Politiker (NSDAP)
- Erich Schüler (Politiker, 1907) (1907–1975), deutscher Politiker (CDU)
- Ernst Schüler (1807–1881), deutsch-schweizerischer Revolutionär, Verleger und Politiker

### F
- Felix Schüler, deutscher Reichsehrenrichter der Wirtschaft und Generalsekretär
- Franz Erich Schüler, deutscher Landrat
- Friedrich Schüler (1791–1873), deutscher Jurist und Politiker
- Friedrich Julius Schüler (1832–1894), österreichischer Eisenbahnmanager
- Fritz Schüler (1894–1942), deutscher Angestellter

### G
- Georg Schüler (1860–nach 1932), deutscher Chemiker, Manager und Politiker (DNVP), MdL Preußen
- Gerhard Schüler (* 1942), deutscher Automobilrennfahrer
- Gideon Schüler (1925–2017), deutscher Buchhändler, Verleger, Galerist und Lyriker
- Gisela Schüler (1928–2013), deutsche Sozialarbeiterin, Autorin und Herausgeberin
- Gottfried Schüler (1923–1999), deutscher Maler
- Günter Schüler (* 1934), deutscher Fußballspieler
- Gunther Schüler, deutscher Schauspieler
- Gustav Schüler (Geologe) (Karl Gustav Schüler; 1807/1810–1855), deutscher Philosoph und Mineraloge
- Gustav Schüler (Schriftsteller) (1868–1938), deutscher Schriftsteller

### H
- Hajo Schüler (* 1971), deutscher Schauspieler und Maskenbauer
- Hanne Schüler, deutsche Kinderbuchautorin
- Hannelore Schüler (1926–2018), deutsche Schauspielerin und Synchronsprecherin
- Hans Schüler (1874–1951), deutsch-US-amerikanischer Bildhauer, siehe Hans Schuler (Bildhauer)
- Hans Schüler (Intendant) (1897–1963), deutscher Opernregisseur und Theaterintendant
- Hans Schüler (Maler) (1908–1941), deutscher Maler
- Hans Schueler (Journalist) (Hans Wilhelm Schueler; 1930–2004), deutscher Journalist und Jurist
- Heinrich Schüler (Redakteur) (Pseudonym Diplomaticus; 1836–1917), deutscher Redakteur und Konsul
- Heinrich Schüler (Maler) (1857–1885), deutscher Maler
- Heinrich Schüler (Holzschneider) (1938–2016), deutscher Holzschneider und Restaurator
- Henriette Schüler, Geburtsname von Henriette Hendel-Schütz (1772–1849), deutsche Schauspielerin und Pantomimin
- Henriette Schüler, Geburtsname von Henriette Spitzeder (1800–1828), deutsche Opernsängerin (Sopran)
- Henry Schüler (* 1959), deutscher Fußballspieler
- Herbert Schüler (1908–1975), deutscher Politiker (SPD), MdBB
- Hermann Schüler (1894–1964), deutscher Physiker
- Hinrich JW Schüler (* 1964), deutscher Maler und Grafiker
- Horst Schüler (1924–2019), deutscher Journalist
- Horst Schüler-Springorum (1928–2015), deutscher Rechtswissenschaftler

### I
- Irmgard Schüler (1907–nach 1962), deutsch-israelische Kunsthistorikerin

### J
- Jan Schüler (* 1963), deutscher Maler
- Johann Valentin Schüler (1799–1864), deutscher Gutsbesitzer, MdL Kurhessen
- Johannes Schüler (1894–1966), deutscher Dirigent
- Julius Schüler (1850–1914), deutscher Landwirt und Politiker, MdR

### K
- Karl Schüler (Komponist) (1894–1945), deutscher Komponist und Musikwissenschaftler
- Karl Schüler (Physiker) (1924–2015), deutscher Physiker
- Klaus Schüler (Leichtathlet) (* 1939), deutscher Leichtathlet
- Klaus Schüler (Politiker) (* 1957), deutscher Politiker (CDU)

### L
- Lisa Schüler (* um 1983), deutsche Hochschullehrerin für Sprachdidaktik des Deutschen
- Ludwig Schüler (1836–1930), deutscher Politiker, Oberbürgermeister von Marburg
- Lutz Schüler (* 1968), deutscher Manager

### M
- Manfred Schüler (1932–2025), deutscher Politiker (SPD)
- Manfred Schüler (Eisschnellläufer) (1935–2001), deutscher Eisschnellläufer
- Maria Schüler (* 1939), deutsche Dramaturgin
- Marie-Charlott Schüler (1958–2010), deutsche Schauspielerin
- Martin Schüler (* 1958), deutscher Theaterregisseur und Intendant
- Max Schüler (1849–1934), deutscher Porträtmaler der Düsseldorfer Schule
- Michael Schüler (* 1997), deutscher Fußballspieler

### N
- Nico Schüler (* 1970), deutsch-amerikanischer Musikforscher
- Norbert Schüler (* 1944), deutscher Politiker (CDU), MdL Rheinland-Pfalz

### O
- Otto Schüler (1901–1974), deutscher Mundartdichter

### P
- Paul Schüler (* 1987), deutscher Wasserballspieler
- Peter Schüler (* 1952), deutscher Politiker (SED, Bündnis 90), MdL

### R
- Ralf Schüler (1930–2011), deutscher Architekt, siehe Ralf Schüler und Ursulina Schüler-Witte
- Rudolf Schüler (1911–1995), deutscher Cembalobauer

### S
- Sandy Schüler-Täsch (* 1974), deutsche Juristin, Richterin am Bundesfinanzhof
- Sascha Jörg Schüler, deutscher Neonazi
- Saskia Schüler (* 1964), deutsche Künstlerin
- Sebastian Schüler (* 1976), deutscher Religionswissenschaftler
- Sonja Schüler (* 1950), deutsche Lyrikerin
- Stefanie Schüler-Springorum (* 1962), deutsche Historikerin
- Sylva Schüler (* 1926), deutsche Schauspielerin

### T
- Thomas Schüler (1948–2015), österreichischer Schauspieler und Sprecher
- Tilo Schüler (* 1980), deutscher Radsportler

### U
- Ursulina Schüler-Witte (1933–2022), deutsche Architektin, siehe Ralf Schüler und Ursulina Schüler-Witte
- Uwe Schüler (* 1969), deutscher Jurist und politischer Beamter

### V
- Valentina Schüler (* 1994), deutsche Schauspielerin
- Volker H. W. Schüler (* 1939), deutscher Heimatforscher, Historiker, Publizist und Verleger

### W
- Walter Schüler (1899–1945), deutscher Jurist und Anwalt
- Wilhelm Schüler (Politiker, 1877) (1877–1953), deutscher Politiker (CDU), MdL Rheinland-Pfalz
- Wilhelm Schüler (Politiker, 1899) (1899–1964), deutscher Politiker (DRP), MdL Niedersachsen
- Winfried Schüler (1934–2020), deutscher Archivar
- Wolfgang Schüler (Autor) (* 1939), deutscher Autor und katholischer Traditionalist
- Wolfgang Schüler (Schriftsteller) (* 1952), deutscher Schriftsteller, Rechtsanwalt und Journalist
- Wolfgang Schüler (Fußballspieler) (1958–2024), deutscher Fußballspieler